# Alfred Pritchard Sloan
Alfred Pritchard Sloan, Jr. (23 de mayo de 1875 - 17 de febrero de 1966) fue un destacado líder estadounidense, presidente de General Motors durante más de treinta años.

## Biografía
Sloan nació en New Haven, Connecticut. Estudió ingeniería eléctrica y se graduó en el Massachusetts Institute of Technology en 1892. Durante su permanencia en el MIT se unió a la fraternidad Delta Upsilon.
En 1899 fue nombrado presidente de la empresa "Hyatt Roller Bearing", una compañía que fabricaba rodamientos de bola y rodillo. Durante un breve período a comienzos del siglo XX la Ford Motor Company le compraba rodamientos a Hyatt. En 1916 su compañía se fusionó con United Motors Corporation la que posteriormente sería una parte de General Motors Corporation.
En GM, Sloan fue, inicialmente, Vicepresidente, luego Presidente (1923), y finalmente Presidente del Directorio (1937). En 1934, creó la Fundación Alfred P. Sloan con propósitos filantrópicos y sin fines de lucro. Bajo la dirección de Sloan, GM alcanzó notoriedad, entre otras cosas por gestionar diversas operaciones mediante el control de estadísticas y parámetros financieros tales como return on investment; estos parámetros fueron incorporados en GM por Donaldson Brown, un protegido del vicepresidente de GM John J. Raskob quien a su vez era protegido de Pierre du Pont — de la corporación DuPont que era propietaria del 43% de GM.
Sloan es reconocido por impulsar el cambio anual de estilos de los automóviles, del cual se derivó el concepto de obsolescencia planificada para promover la renovación de unidades. También impuso una estructura de precios y gamas con las marcas que formaban GM (de más económicas a más caras) Chevrolet, Pontiac, Oldsmobile, Buick y Cadillac, de manera que no compitieran entre sí, y que los compradores tuvieran un abanico de ofertas disponibles que los retenía en la "familia GM" en la medida que aumentaba su poder de compra y sus preferencias cambiaban con la edad. Estos conceptos, junto con la resistencia de Ford al cambio durante la década de 1920, impulsaron a que GM alcanzara la posición de liderazgo en ventas de automóviles a comienzos de la década de 1930, una posición que retendría durante más de 70 años. Bajo la conducción de Sloan, GM se convirtió en el conglomerado industrial más grande, exitoso y rentable que se hubiera visto nunca antes a nivel mundial.
Durante el período de liderazgo de Alfred P. Sloan en GM, numerosos sistemas de tranvías en los Estados Unidos fueron reemplazados por buses. Existen quienes creen que esta conversión fue impulsada y armada por General Motors, Firestone Tire Corp., Standard Oil of California, y Mack Truck Co. para impulsar las ventas de automóviles; ver detalles en General Motors streetcar conspiracy.
Durante la década de 1930 GM, que siempre había tenido una actitud hostil frente a los sindicatos, debió enfrentarse en una lucha prolongada a sus trabajadores que se habían sindicalizado recientemente y estaban listos a pelear por sus derechos laborales. Sloan rechazaba el tipo de violencia que había estado asociada a las operaciones de Henry Ford. En cambio prefería el uso de espías y había establecido el mejor sistema de recolección de información encubierto que la comunidad de negocios hubiera visto.[cita requerida] Cuando los trabajadores organizaron una huelga de brazos caídos masiva en 1936, Sloan se dio cuenta de que el espionaje tenía una utilidad limitada frente a este tipo de tácticas abiertas.
En 1931 se crea en el MIT el primer programa del mundo de educación universitaria para ejecutivos conocido como "Sloan Fellows". Con un aporte económico de la Fundación Sloan, se crea en 1952 la Escuela de Gestión Industrial en el MIT con el propósito de desarrollar al "gerente ideal". Posteriormente la escuela fue bautizada en honor a Sloan como  "Alfred P. Sloan School of Management", siendo una de las primeras escuelas de negocios del mundo. En 1957 otro aporte financiero de Sloan permitió crear el Sloan Fellows Program en la Stanford Graduate School of Business. El programa se renombró en 1976 convirtiéndose en el Programa Sloan de Master de Stanford, que otorga el título de Master en Gestión de Empresas. El nombre de Sloan también ha quedado asociado al Sloan-Kettering Institute and Cancer Centre de Nueva York. En 1951, Sloan recibió la Medalla de Oro de la The Hundred Year Association of New York "como reconocimiento a sus destacadas contribuciones a la ciudad de Nueva York."